# Lucia Azzolina
Lucia Azzolina (née à Syracuse le 25 août 1982) est une enseignante et femme politique italienne.
Elle est ministre de l'Éducation publique au cabinet Conte II de janvier 2020 à février 2021.

## Biographie
Lucia Azzolina est une femme politique italienne, diplômée en philosophie, enseignante de lycée et enfants handicapés. Elle a travaillé pour le syndicat ANIEF (Association nazionale insegnanti e formatori (it), « Association nationale d'enseignants et de formateurs »)  en Piémont et en Lombardie. Diplômée en droit à l'Université de Pavie en 2013, elle a réussi le concours en tant que directrice d'école.
En 2018, elle a été élue à la Chambre des députés dans les rangs du Mouvement 5 étoiles, de 2019 à 2020 elle a été secrétaire d'État à l'Éducation, à l'Université et à la Recherche du second gouvernement Conte, dont elle est ministre de l'Éducation du 10 janvier 2020 au 13 février 2021.